# Maupas (Aube)
Maupas es una comuna francesa situada en el departamento de Aube, en la región de Gran Este.

## Demografía
| 66 | 45 | 64 | 66 | 71 | 82 | 105 |
| Para los censos de 1962 a 1999 la población legal corresponde a la población sin duplicidades (Fuente: INSEE [Consultar]) |    |    |    |    |    |     |